# Archidiocèse de Managua
L'archidiocèse de Managua (en latin : Archidioecesis Managuensis ; en espagnol : Arquidiócesis de Managua) est un archidiocèse métropolitain de l'Église catholique du Nicaragua.

## Territoire
Il est situé sur les départements de Carazo, Managua et Masaya avec un territoire est d'une superficie de 5 312 km2 divisé en 114 paroisses. 
L'archevêché est à Managua, chef-lieu du département de Managua et capitale du pays, avec la cathédrale de l'Immaculée Conception (es). La ville de Ciudad Sandino possède une réplique de la grotte de Lourdes qui est un lieu de pèlerinage. À Diriamba se trouve une basilique dédiée à saint Sébastien.

## Histoire
Il est érigé directement en archidiocèse le 2 décembre 1913 par la bulle Quum iuxta apostolicum effatum du pape Pie X en prenant sur le territoire du diocèse de León en Nicaragua qui est nommé suffragant de Managua.
Le 19 décembre 1924, il cède une partie de son territoire pour l’érection du diocèse de Matagalpa.
En 2019, Silvio José Báez Ortega, évêque auxiliaire de l'archidiocèse de Managua, reçoit des menaces de mort, le pape François lui demande de s'exiler pour se protéger. Il quitte le Nicaragua en avril 2019.

## Archevêques
- José Antonio Lezcano y Ortega (1913-1952)
- Vicente Alejandro González y Robleto (1952-1968)
- Miguel Obando Bravo, S.D.B (1970-2005)
- Leopoldo José Brenes Solórzano (2005- )